# Another Planet / Voyager
«Another Planet / Voyager» — второй сингл австралийской drum and bass группы Pendulum. Был выпущен 23 февраля 2004 года независимым лейблом Breakbeat Kaos. Сингл достиг 46 места в UK Singles Chart, и стал первым в UK Dance Chart.

## Форматы и содержание
12" Грампластинка 

(BBK003; released 23 February 2004)
A. «Another Planet» — 7:33
AA. «Voyager» — 6:07
12" picture disc 

(BBK003P; released 23 February 2004)
A. «Another Planet» — 7:33
AA. «Voyager» — 6:07

## Выпуск сингла
«Another Planet» также вошёл в состав альбома Hold Your Colour, выпущенный в июле 2005 года, но в переиздании альбома был заменён песней «Blood Sugar».